# Вода наша насущна
«Вода наша насущна» («Սպիտակ ափեր») — радянський художній фільм 1975 року, знятий режисером Арманом Манаряном на кіностудії «Вірменфільм».

## Сюжет
Про екологічну проблему гірського озера Севан. Герой фільму, який свого часу здійснював плани індустріалізації, сьогодні із почуттям провини бере участь у роботах із порятунку озера.

## У ролях
- Шаум Казарян — Таронян
- Юрій Багінян — Саакян
- Мігран Кечоглян — Маркар
- Єрванд Арзуманян — Андронік
- Таврос Даштенц — Мігран
- Ельвіра Узунян — Анна
- Алла Туманян — Гоар
- Маргарита Мурадян — Арус
- Борис Чагалян — Тиросич
- Ваган Арцрунян — Галстян
- Гаруш Хажакян — Акопов
- Анетта Арутюнян — Ліліт
- Рубен Карапетян — Лендрош
- Валентин Рудович — Морозов
- Армен Петросян — Завен

## Знімальна група
- Режисер — Арман Манарян
- Сценарист — Єрванд Манарян
- Оператор — Левон Атоянц
- Композитор — Степан Шакарян
- Художник — Михайло Аракелян